# 長曽祢興正

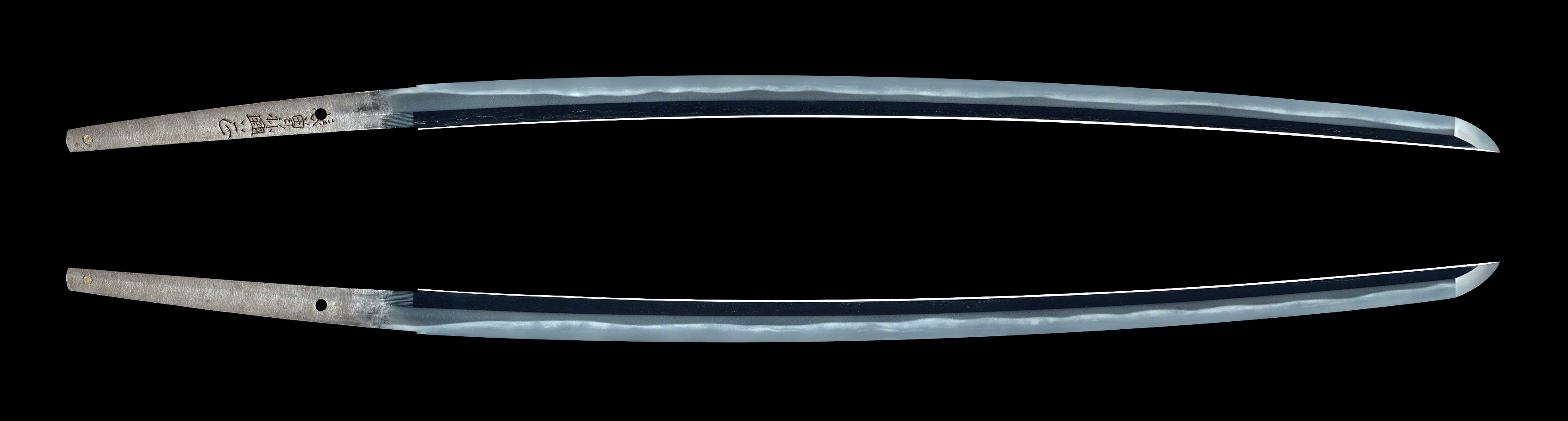
刀 銘 長曽祢興正、東京富士美術館蔵

長曽祢興正（ながそね おきまさ）は、江戸時代の刀工。新刀最上作にして最上大業物。

## 来歴

### 生い立ち
長曽祢興里（虎徹）の実子とも、門人で後に養子となるともいう。『新刀弁疑』によると庄兵衛と記されている。虎徹の名を継いで二代目となる。ただし、銘に虎徹を冠した作が少ないためか、一般に二代目虎徹と呼ばれることはあまりない。

### 作刀期
一説に興里（虎徹）の甲冑師時代からの助手とされる。興里に比して作例が少ないのは師興里の作刀の助手をすることが多かったためといわれる。寛文の終わりごろから興正の作を見るが、作刀期間は主に師興里の没後、延宝6年（1678年）以降であり、年紀のあるものは寛文13年（1673年）の作にはじまり、元禄3年（1690年）の年紀がある作が最も遅い。「東叡山忍岡辺長曽祢興正作之」銘の作があり、当初は興里と同所に居住していたとみられているが、元禄10年（1697年）刊行の『国花万葉記』には「神田　小鉄」の記事があり、このころには神田に移住していたとみられる。江戸時代の刀剣書『新刃銘尽』には、当時本郷湯島に虎徹庄右衛門なる興正の子がいたが、鍛冶は継がなかったことが記されている。なお、『新刀弁疑』には興正の子長曽祢左市が元禄のころ処刑されて断絶したと記されているが、これは金具師であった長曽祢才市との混同による誤記と考えられる。

### 作風
作例は刀や脇差、槍などがある。作柄は養父興里に似て反りの浅い姿で地鉄は板目肌となり、刃文は数珠刃風互の目乱れ、広直刃などを焼き、砂流しがかかる。作風が近似することから師興里の偽物に転じたものが多いともいわれるが、興正自体も偽物が多い。
銘は太鏨で「長曽祢興正」、「長曽祢虎徹興正」、「長曽祢虎徹二代目興正」などに切り、「乕徹」銘のものはない。

## 補註